# T & A Sports Cars
T & A Sports Cars war ein britischer Hersteller von Automobilen.

## Unternehmensgeschichte
Das Unternehmen aus Woodston bei Peterborough in der Grafschaft Cambridgeshire begann 1990 mit der Produktion von Automobilen und Kits. Der Markenname lautete T & A. Im gleichen Jahr endete die Produktion. Insgesamt entstanden etwa zwei Exemplare.

## Fahrzeuge
Das einzige Modell war der Predator. Dies war eine Nachbildung des AC Cobra. Ein Leiterrahmen bildete die Basis der Fahrzeuge. Darauf wurde eine offene zweisitzige Karosserie montiert. Viele Teile kamen vom Jaguar XJ. Zur Wahl standen V8- und V12-Motoren.